# Cigna
Cigna Corporation är ett amerikanskt multinationellt försäkringsbolag som erbjuder olika sorters försäkringar såsom livförsäkringar och sjukförsäkringar samt tillhandahåller aktiv hälsostyrning och apotekverksamhet till fler än 190 miljoner kunder i fler än 30 länder världen över.

## Historik
Företaget grundades 1982 när försäkringsbolagen Connecticut General Life Insurance Company och INA Corporation fusionerades med varandra till en kostnad på omkring fyra miljarder amerikanska dollar. Den 24 juli 2015 meddelade konkurrenten Anthem att man skulle förvärva Cigna för 54,2 miljarder dollar, vilket skulle resultera att det fusionerade företaget skulle bli USA:s största sjukförsäkringsbolag. Den 21 juli 2016 lämnade USA:s justitiedepartementet in en stämningsansökan mot fusionen på grund av att konkurrensen skulle snedvridas om den skulle gå igenom. I februari året därpå slog en federal distriktdomstol fast att fusionen skulle hämma konkurrensen och blockerade den. Den 12 maj meddelade Anthem att fusionen skulle inte genomföras och vägrade betala någon straffavgift, som var på 1,85 miljarder dollar, till Cigna. Cigna svarade med att stämma Anthem på 14,7 miljarder dollar i skadestånd utöver den redan nämnda straffavgiften, Anthem kontrade med en motstämning på 21 miljarder dollar. Den 30 augusti 2021 meddelade vice kansler J. Travis Laster vid Delaware Court of Chancery att Anthem inte behövde betala någon straffavgift och ansåg heller inte att det var någon av de två som orsakade att fusionen sprack. Han var dock kritisk över hur den rättsliga processen genomfördes och anklagade de båda för att vara ansvariga till att skapa en helt onödig såpopera av det hela.